# Abri des Cabras Blancas
L' Abri des Cabras Blancas (en français : Abri des Chèvres Blanches) est un abri sous roche situé dans la commune de Tormón, comarque de Comunidad de Teruel dans la province de Teruel,.
Il contient des peintures rupestres de thèmes variés de l'art levantin, d'Art schématique ibérique et de gravures, faisant partie de l'ensemble de l'Art rupestre du bassin méditerranéen de la péninsule Ibérique déclaré patrimoine mondial par l'UNESCO en 1998 (réf. 874-561).
Il appartient au groupe d'abris sous roche du Prado de Tormón, dans le parc culturel d'Albarracín.

## Découverte et localisation

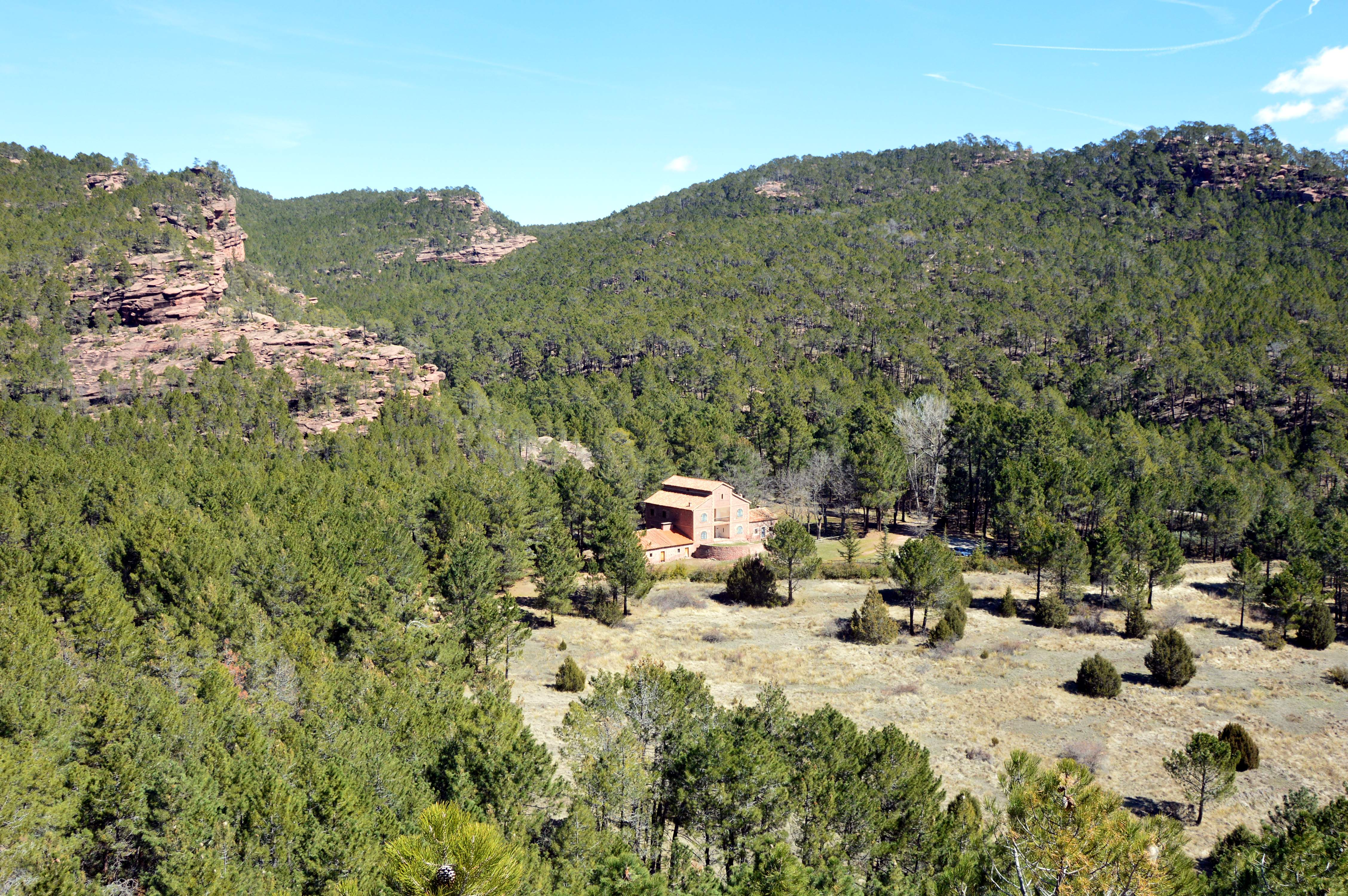
Le Prado de Tormón et la Casa Forestal

Les peintures de cet abri ont été découvertes par Manfred et Katja Bader en 1981. Depuis l'Allemagne, les découvreurs ont informé Martín Almagro Basch de l'existence de ces peintures au moyen d'un croquis et d'une photographie imprécise des environs, ce qui signifiait qu'elles étaient introuvables à cette époque. Mais par hasard, un groupe d'enfants campant au "Prado de Tormón a redécouvert les peintures de cet abri. Par la suite, d’autres auteurs les ont examiné et documenté, dont Antonio Beltrán Martínez (es) .
L'abri est situé à proximité du Prado de Tormón - immédiatement après l'abri de la Paridera de Tormón, et à proximité de l'abri de la Cerrada del Tío Jorge et de l'abri de la Ceja de Piezarrodilla - : dans le même massif rocheux, mais sur le versant ouest de celui-ci. De la partie supérieure du rocher où se trouve l'abri, vous pourrez admirer une vue magnifique sur le Prado de Tormón et la Casa Forestal.

## Description
L'abri s'ouvre sur un affleurement à la base duquel il forme une crique irrégulière protégée par une visière du même matériau rocheux. Les représentations picturales (zoomorphes et anthropomorphes) se retrouvent au fond de la cavité, sur une surface lisse et noircie faisant office de plafond. Les chercheurs distinguent deux frises décorées :

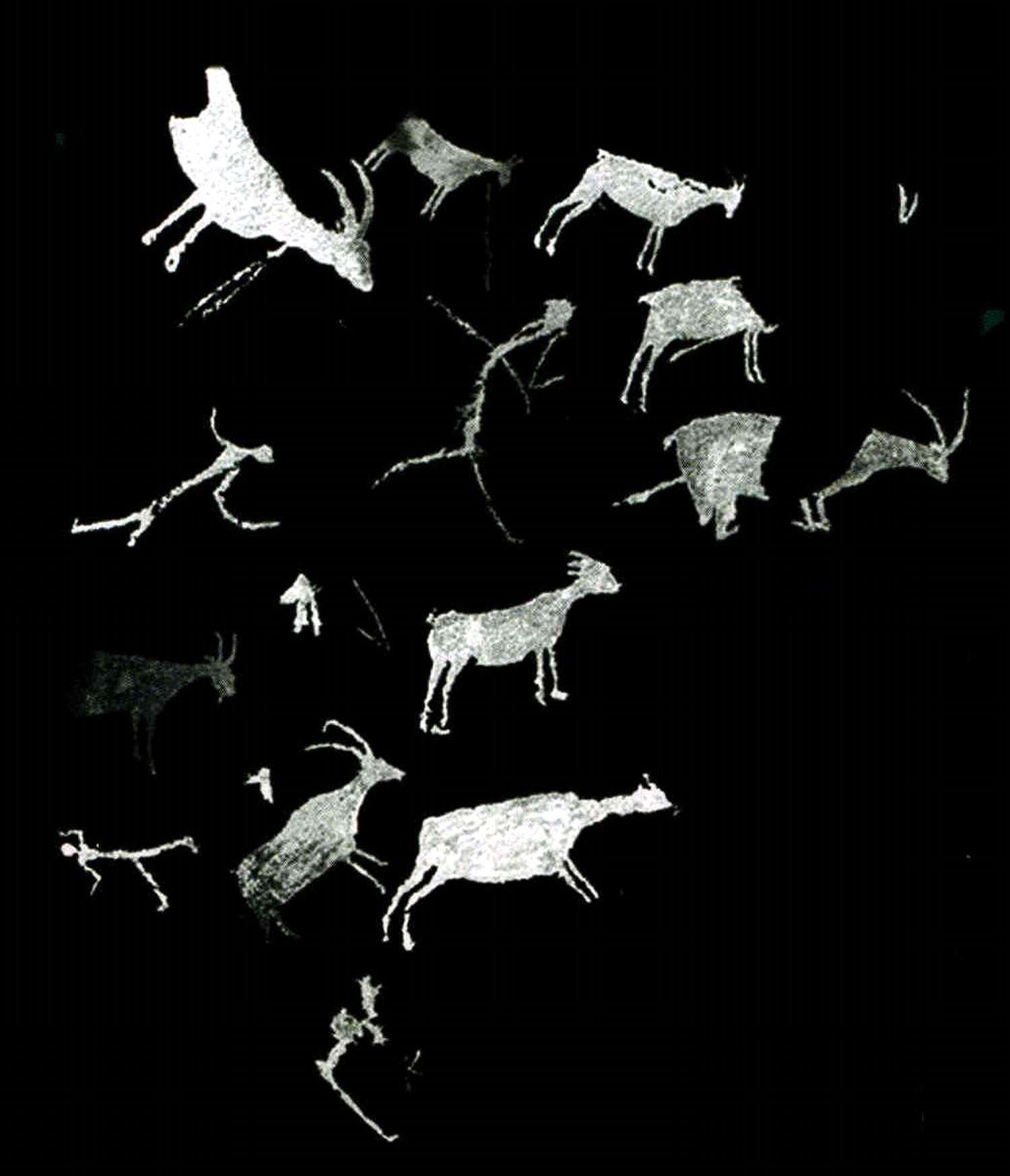
Représentation du panneau 1

Panneau I : dans un espace de moins d'un mètre carré (52 × 60 cm à 1,70 m du sol) sont représentés jusqu'à quatorze motifs peints bien conservés (en blanc sur fond noir), qui mettent en scène une grande scène de chasse. Les zoomorphes (9 chèvres) ont été représentés dans différentes attitudes : statiques, courant, les pattes fléchies (blessées ou mortes), certaines avec des flèches plantées dedans. Les animaux présentent des caractéristiques anatomiques très définies : bois en perspective bi-angulaire, oreilles, sabots,..., faisant preuve d'un grand naturalisme, malgré quelques détails anormaux (cou très long, petite tête). La scène est complétée par cinq figures anthropomorphes, qui participent à l'activité du groupe, courant après les animaux, certaines portant des arcs..., leur principale caractéristique est la stylisation et sans traitement anatomique précis, au-delà des corps élargis dans la partie correspondant aux épaules, tête globulaire/allongée, membres réduits à de simples traits. Malgré le schématisme, les anthropomorphes présentent un corps proportionné (corps, tête, membres), conférant à l'ensemble un grand dynamisme.
Panneau II : situé en dessous du premier (à 78 cm du panneau précédent, à 1,20 m du sol) se trouve un autre espace avec deux motifs peints en rouge représentant une figure anthropomorphe au corps rectiligne aux jambes ouvertes et à la tête globulaire (portant peut-être un coiffe de plumes), arc et faisceau de flèches.
L'autre figure est mal conservée, identifiée seulement comme possiblement anthropomorphe. Dans des études antérieures, d'autres motifs ont été identifiés dans ce secteur : possible quadrupède et restes de peinture rouge.

## Galerie

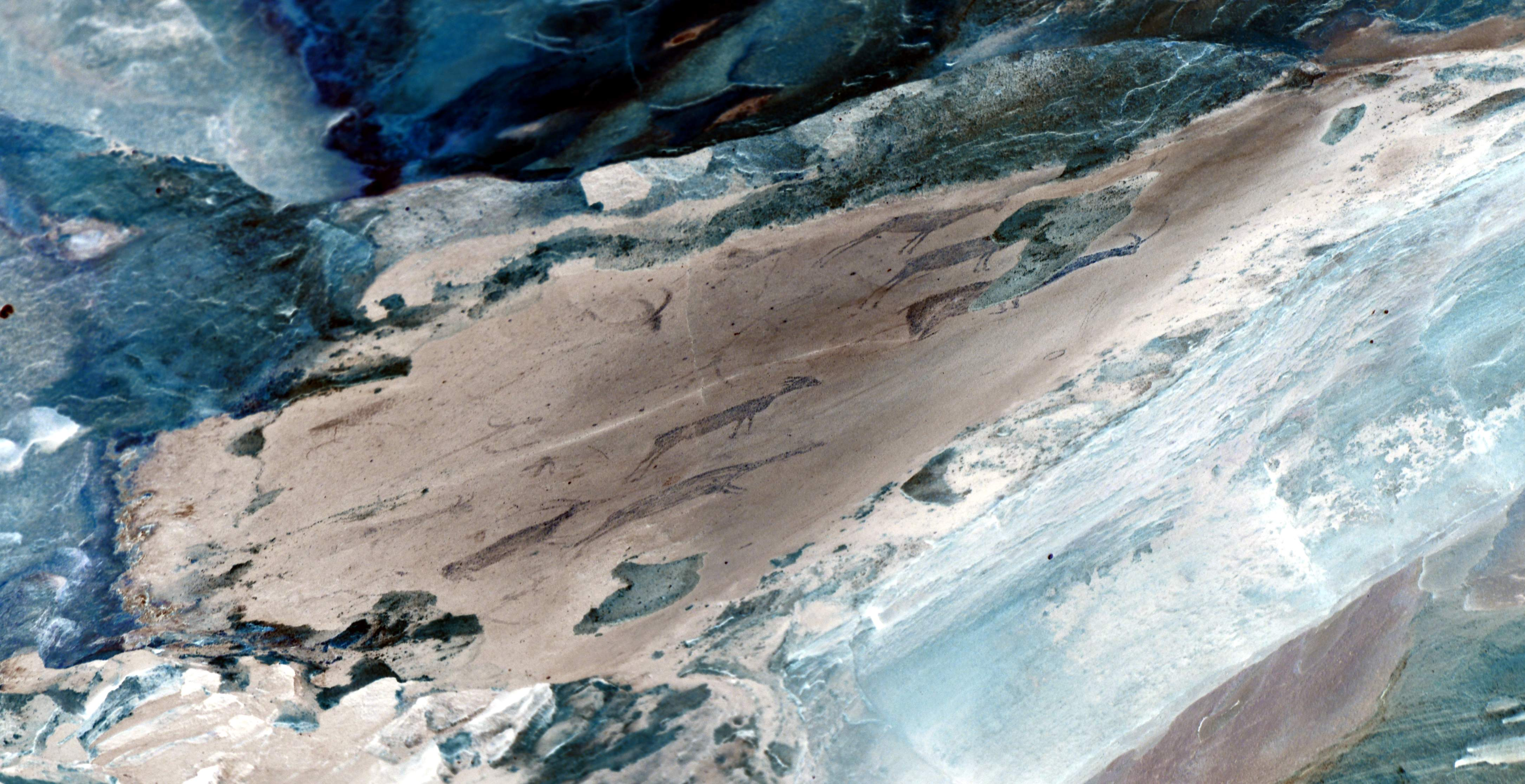
Vue du panneau I
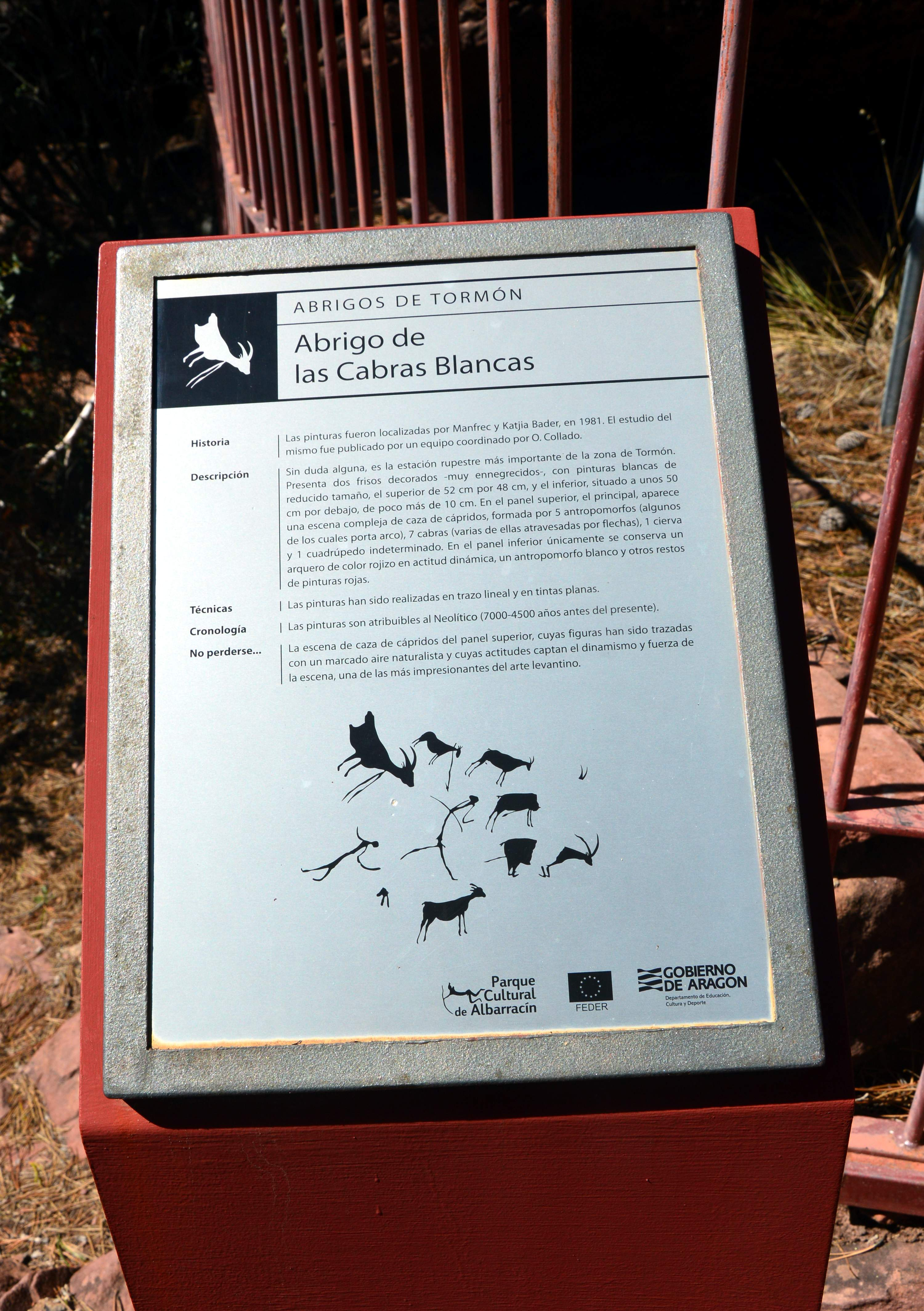
Panneau informatif